# Dreamer (canción de Ozzy Osbourne)
«Dreamer» es una canción de Ozzy Osbourne proveniente del álbum Down to Earth de 2001. Fue lanzada como sencillo y alcanzó la posición n.º 10 en la lista Billboard Mainstream Rock Tracks. Temática y musicalmente la canción tiene ciertas similitudes a "Imagine" de John Lennon. En las líneas del álbum Prince of Darkness, Ozzy se refiere a esta canción como su propia "Imagine".

## Personal
- Ozzy Osbourne - voz
- Zakk Wylde - guitarra
- Robert Trujillo - bajo
- Mike Bordin - batería
- Tim Palmer - teclados